# Élections régionales de 2010 en Bourgogne
Pour un article plus général, voir Élections régionales françaises de 2010.

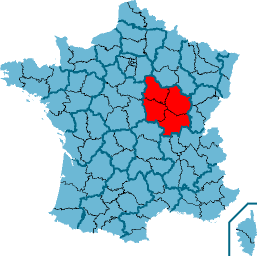
La région Bourgogne

Les élections régionales ont eu lieu les 14 et 21 mars 2010.

## Mode d'élection
Le mode de scrutin est fixé par le code électoral. Il précise que les conseillers régionaux sont élus tous les six ans.
Les conseillers régionaux sont élus dans chaque région au scrutin de liste à deux tours sans adjonction ni suppression de noms et sans modification de l'ordre de présentation. Chaque liste est constituée d'autant de sections qu'il y a de départements dans la région.
Si une liste a recueilli la majorité absolue des suffrages exprimés au premier tour, le quart des sièges lui est attribué. Le reste est réparti à la proportionnelle suivant la règle de la plus forte moyenne. Une liste ayant obtenu moins de 5 % des suffrages exprimés ne peut se voir attribuer un siège.
Sinon on procède à un second tour où peuvent se présenter les listes ayant obtenu 10 % des suffrages exprimés. La composition de ces listes peut être modifiée pour comprendre les candidats ayant figuré au premier tour sur d’autres listes, sous réserve que celles-ci aient obtenu au premier tour au moins 5 % des suffrages exprimés et ne se présentent pas au second tour. À l’issue du second tour, les sièges sont répartis de la même façon.
Les sièges étant attribués à chaque liste, on effectue ensuite la répartition entre les sections départementales, au prorata des voix obtenues par la liste dans chaque département.

## Têtes de liste

### Têtes de liste au premier tour
- LO Lutte ouvrière : Claire Rocher, infirmière au CHU de Dijon (Côte-d'Or).
- NPA-PG-FASE-Dissidents PCF L'autre gauche en Bourgogne : Sylvie Faye-Pastor (NPA), médecin généraliste en zone rurale en Saône-et-Loire.
- PS-PCF-PRG La Bourgogne pour tous, un avenir pour chacun - Rassemblement de la gauche pour une Bourgogne innovante et entreprenante, solidaire et écologique : François Patriat (PS), président sortant du conseil régional et sénateur de la Côte-d'Or, ancien secrétaire d'État aux petites et moyennes entreprises, au commerce, à l'artisanat  et à la consommation (2000-2002) puis ministre de l'agriculture et de la pêche (2002) dans le gouvernement de Lionel Jospin.
- MRC-Dissidents PS et PRG Pour la Bourgogne citoyenne : « À gauche sur les valeurs de la République » - Liste d'initiative citoyenne : Joël Mekhantar (DVG ex-MRC), professeur de droit public à l'université de Bourgogne et 17e adjoint au maire de Dijon (Côte-d'Or).
- EÉ Europe Écologie Bourgogne : Philippe Hervieu (Verts), vice-président sortant du conseil régional, secrétaire départemental des Verts en Côte-d'Or.
- MoDem Rassemblons la Bourgogne avec François Deseille : François Deseille, 5e adjoint au maire de Dijon et 9e vice-président du Grand Dijon (Côte-d'Or).
- AEI Alliance écologiste indépendante Bourgogne : Julien Gonzalez (FEA), conseiller municipal de Varennes-Vauzelles (Nièvre).
- Majorité présidentielle La Bourgogne dynamique conduite par François Sauvadet : François Sauvadet (NC), député de la 4e circonscription de Côte-d'Or, président du groupe Nouveau Centre à l'Assemblée nationale et président du conseil général de Côte-d'Or.
- FN Front national, les Français d'abord : Édouard Ferrand, conseiller régional sortant.

### Têtes de liste pouvant se maintenir au second tour

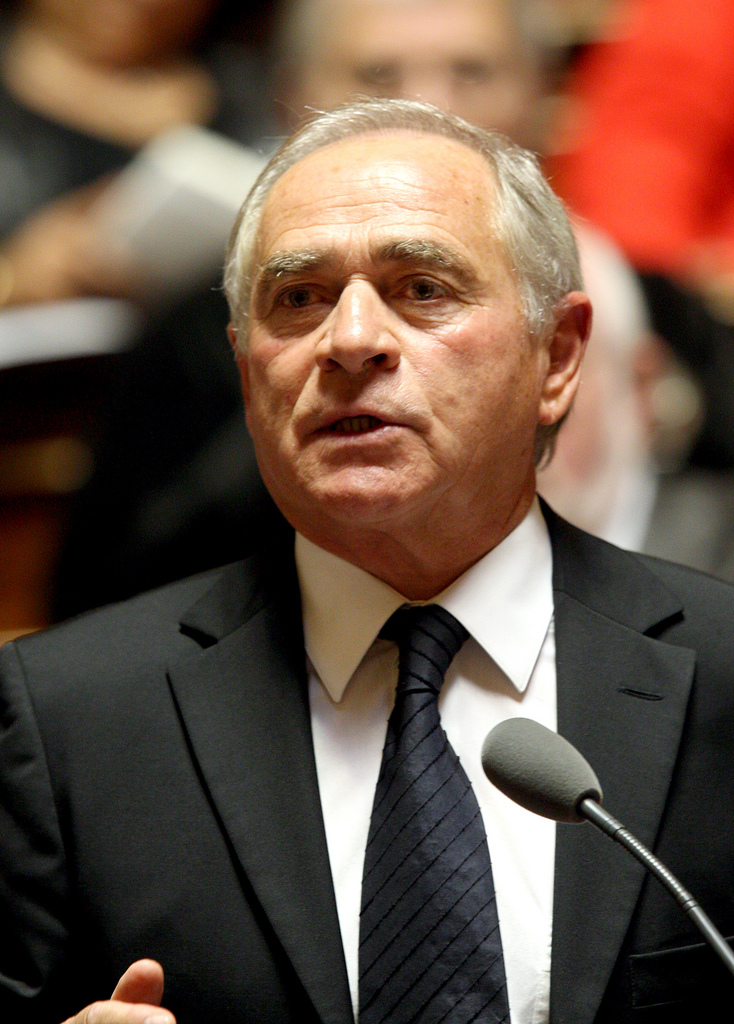
François Patriat Candidat PS-PC-PRG, président sortant
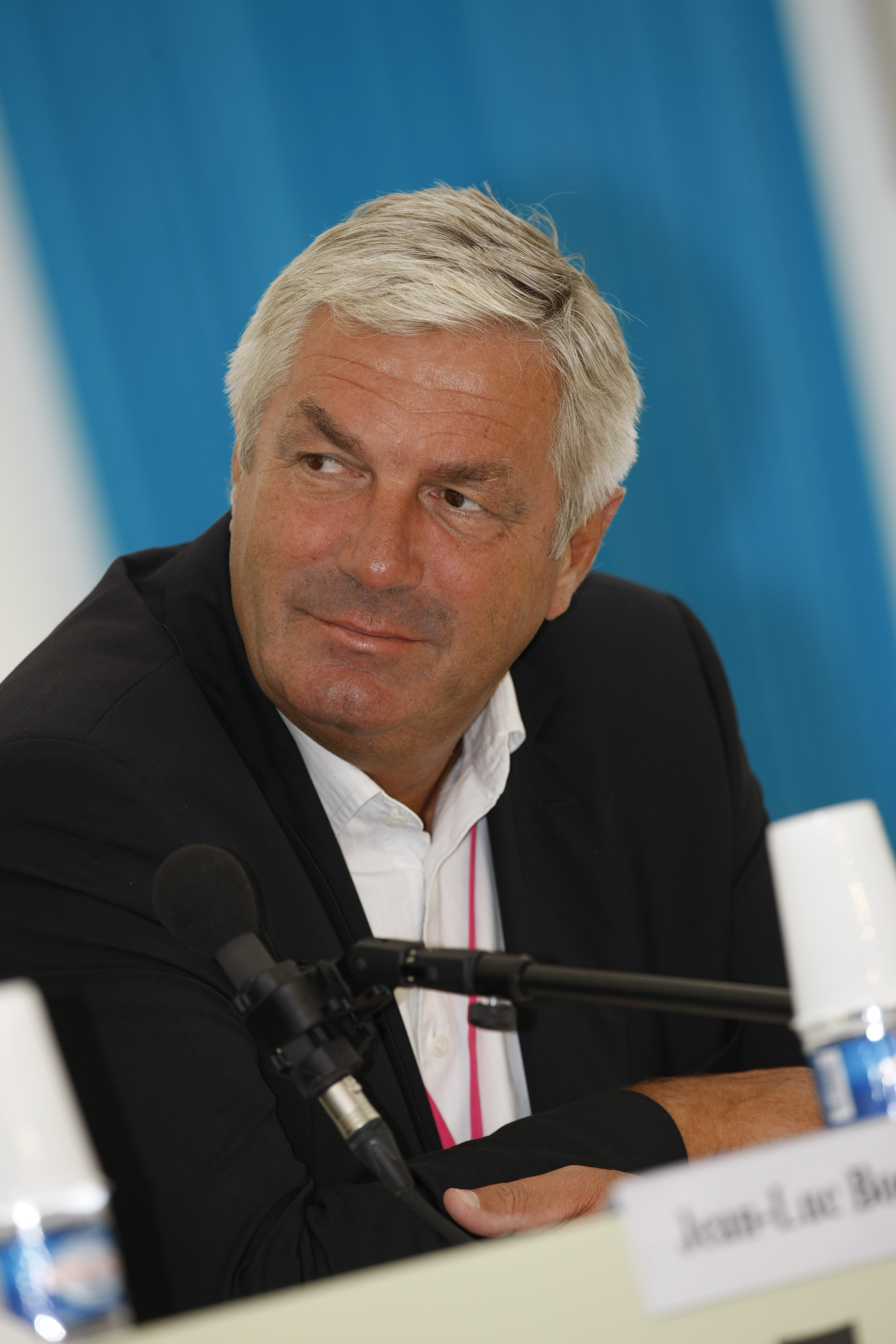
François Sauvadet Candidat Majorité présidentielle
Édouard Ferrand Candidat FN

### Têtes de liste départementales
| Listes | Listes                                   | Côte-d'Or                  | Nièvre                 | Saône-et-Loire                     | Yonne                       |
| ------ | ---------------------------------------- | -------------------------- | ---------------------- | ---------------------------------- | --------------------------- |
|        | Liste Rocher (LO)                        | Claire Rocher              | Geneviève Lemoine      | Pascal Dufraigne                   | Fabienne Delorme            |
|        | Liste Faye-Pastor (NPA-PG-FASE-Diss.PCF) | Philippe Aymard (NPA)      | Lionel Cartayrade (PG) | Sylvie Faye-Pastor (NPA)           | Alain Raymont (PCF)         |
|        | Liste Patriat (PS-PCF-PRG)               | François Patriat (PS)      | Christian Paul (PS)    | Philippe Baumel (PS)               | Guy Ferez (PS)              |
|        | Liste Mekhantar (MRC-Diss.PS&PRG)        | Joël Mekhantar (ex-MRC)    | Michel Estorge (PRG)   | Alain Bailly (ex-PS)               | Christophe Ben Ali (ex-MRC) |
|        | Liste Hervieu (EÉ)                       | Émilie Mallet (Associatif) | Wilfrid Séjeau (Verts) | Nicole Eschmann (ex-PS)            | Chantal Dhoukar (Verts)     |
|        | Liste Gonzalez (AEI)                     | Christiane Estève (FEA)    | Julien Gonzalez (FEA)  | Jean-Pierre Lepri (Société civile) | Jean-Marc Ribouleau (MEI)   |
|        | Liste Deseille (MoDem)                   | François Deseille          | Isabelle Bonnicel      | Jean Rapenne                       | Pascal Henriat              |
|        | Liste Sauvadet (MAJ)                     | François Sauvadet (NC)     | Jean-Luc Martinat (NC) | Jean-Paul Anciaux (UMP)            | Henri de Raincourt (UMP)    |
|        | Liste Ferrand (FN)                       | Rémy Boursot               | Marcel Stephan         | Christian Launay                   | Édouard Ferrand             |

## Sondages

### Notoriété
En décembre 2009, selon un sondage LH2, 23 % des Bourguignons citent spontanément
François Patriat lorsqu'on leur demande le nom de leur président de région.

### Thèmes prioritaires
Le même sondage LH2 de décembre 2009 classe ainsi, en fonction du choix des personnes interrogées, les thèmes de campagne privilégiés par ces derniers :
- la protection de l’environnement et l’amélioration du cadre de vie : 49 % ;
- le financement et la mise en œuvre de la formation professionnelle et de l’apprentissage : 47 % ;
- le développement économique et l’aide aux entreprises : 43 % ;
- le développement des infrastructures de transports ferroviaires notamment TER : 19 % ;
- la construction et la rénovation des lycées : 16 % ;
- autre : 1 % ;
- ne se prononcent pas : 5 %.

## Résultats

### Régionaux
| Tête de liste  | Tête de liste      | Liste                                                       | Premier tour | Premier tour | Second tour | Second tour | Sièges | Sièges |
| Tête de liste  | Tête de liste      | Liste                                                       | #            | %            | #           | %           | #      | %      |
| -------------- | ------------------ | ----------------------------------------------------------- | ------------ | ------------ | ----------- | ----------- | ------ | ------ |
|                | François Patriat*  | PS - PCF - PRG                                              | 187 345      | 36,31        | 305 214     | 52,65       | 37     | 64,91  |
|                | Philippe Hervieu   | EÉ                                                          | 50 758       | 9,84         | 305 214     | 52,65       | 37     | 64,91  |
|                | François Sauvadet  | Majorité présidentielle                                     | 148 783      | 28,83        | 194 338     | 33,53       | 14     | 24,56  |
|                | Édouard Ferrand    | FN                                                          | 62 150       | 12,04        | 80 112      | 13,82       | 6      | 10,53  |
|                | Sylvie Faye Pastor | NPA - PG - PCF dissidents - Alternatifs - FASE - M'PEP - OC | 22 290       | 4,32         |             |             |        |        |
|                | François Deseille  | MoDem                                                       | 19 458       | 3,77         |             |             |        |        |
|                | Julien Gonzalez    | AEI                                                         | 10 531       | 2,04         |             |             |        |        |
|                | Claire Rocher      | LO                                                          | 8 062        | 1,56         |             |             |        |        |
|                | Joël Mekhantar     | MRC - PRG dissidents - PS dissidents                        | 6 641        | 1,29         |             |             |        |        |
|                |                    |                                                             |              |              |             |             |        |        |
| Inscrits       | Inscrits           | Inscrits                                                    | 1 165 711    | 100,00       | 1 170 949   | 100,00      |        |        |
| Abstention     | Abstention         | Abstention                                                  | 626 846      | 53,77        | 565 589     | 48,30       |        |        |
| Votants        | Votants            | Votants                                                     | 538 865      | 46,23        | 605 360     | 51,70       |        |        |
| Blancs et nuls | Blancs et nuls     | Blancs et nuls                                              | 22 847       | 4,24         | 25 696      | 4,24        |        |        |
| Exprimés       | Exprimés           | Exprimés                                                    | 516 018      | 95,76        | 579 664     | 95,76       |        |        |

* liste du président sortant

### Départementaux

#### Côte-d'Or
| Tête de liste  | Tête de liste     | Liste                                                       | Premier tour | Premier tour | Second tour | Second tour | Sièges | Sièges |
| Tête de liste  | Tête de liste     | Liste                                                       | #            | %            | #           | %           | #      | %      |
| -------------- | ----------------- | ----------------------------------------------------------- | ------------ | ------------ | ----------- | ----------- | ------ | ------ |
|                | François Patriat* | PS - PCF - PRG                                              | 60 909       | 37,21        | 94 536      | 52,07       | 11     | 61,11  |
|                | Émilie Maller     | EÉ                                                          | 15 817       | 9,66         | 94 536      | 52,07       | 11     | 61,11  |
|                | François Sauvadet | Majorité présidentielle                                     | 52 403       | 32,02        | 64 635      | 35,60       | 5      | 27,78  |
|                | Remy Boursot      | FN                                                          | 17 297       | 10,57        | 22 401      | 12,34       | 2      | 11,11  |
|                | François Deseille | MoDem                                                       | 5 564        | 3,40         |             |             |        |        |
|                | Philippe Aymard   | NPA - PG - PCF dissidents - Alternatifs - FASE - M'PEP - OC | 4 785        | 2,92         |             |             |        |        |
|                | Christiane Estève | AEI                                                         | 3 314        | 2,02         |             |             |        |        |
|                | Claire Rocher     | LO                                                          | 2 084        | 1,27         |             |             |        |        |
|                | Joël Mekhantar    | MRC - PRG dissidents - PS dissidents                        | 1 501        | 0,92         |             |             |        |        |
|                |                   |                                                             |              |              |             |             |        |        |
| Inscrits       | Inscrits          | Inscrits                                                    | 346 839      | 100,00       |             |             |        |        |
| Abstention     | Abstention        | Abstention                                                  | 178 445      | 51,45        |             |             |        |        |
| Votants        | Votants           | Votants                                                     | 168 394      | 48,55        |             |             |        |        |
| Blancs et nuls | Blancs et nuls    | Blancs et nuls                                              | 4 720        | 1,36         |             |             |        |        |
| Exprimés       | Exprimés          | Exprimés                                                    | 163 674      | 47,19        |             |             |        |        |

* liste du président sortant

#### Nièvre
| Tête de liste  | Tête de liste     | Liste                                                       | Premier tour | Premier tour | Second tour | Second tour | Sièges | Sièges |
| Tête de liste  | Tête de liste     | Liste                                                       | #            | %            | #           | %           | #      | %      |
| -------------- | ----------------- | ----------------------------------------------------------- | ------------ | ------------ | ----------- | ----------- | ------ | ------ |
|                | Christian Paul*   | PS - PCF - PRG                                              | 31 323       | 42,31        | 49 068      | 59,69       | 6      | 75,00  |
|                | Wilfried Sijean   | EÉ                                                          | 7 475        | 10,10        | 49 068      | 59,69       | 6      | 75,00  |
|                | Jean-Luc Martinat | Majorité présidentielle                                     | 16 161       | 21,83        | 21 711      | 26,41       | 1      | 12,50  |
|                | Marcel Stephan    | FN                                                          | 8 770        | 11,85        | 11 425      | 13,90       | 1      | 12,50  |
|                | Lionel Cartayrade | NPA - PG - PCF dissidents - Alternatifs - FASE - M'PEP - OC | 3 657        | 4,94         |             |             |        |        |
|                | Isabelle Bonnicel | MoDem                                                       | 2 514        | 3,40         |             |             |        |        |
|                | Julien Gonzalez   | AEI                                                         | 1 565        | 2,11         |             |             |        |        |
|                | Geneviève Lemoine | LO                                                          | 1 388        | 1,88         |             |             |        |        |
|                | Michel Estorge    | MRC - PRG dissidents - PS dissidents                        | 1 171        | 1,58         |             |             |        |        |
|                |                   |                                                             |              |              |             |             |        |        |
| Inscrits       | Inscrits          | Inscrits                                                    | 166 711      | 100,00       |             |             |        |        |
| Abstention     | Abstention        | Abstention                                                  | 88 784       | 53,26        |             |             |        |        |
| Votants        | Votants           | Votants                                                     | 77 927       | 46,74        |             |             |        |        |
| Blancs et nuls | Blancs et nuls    | Blancs et nuls                                              | 3 903        | 2,34         |             |             |        |        |
| Exprimés       | Exprimés          | Exprimés                                                    | 74 024       | 44,40        |             |             |        |        |

* liste du président sortant

#### Saône-et-Loire
| Tête de liste  | Tête de liste      | Liste                                                       | Premier tour | Premier tour | Second tour | Second tour | Sièges | Sièges |
| Tête de liste  | Tête de liste      | Liste                                                       | #            | %            | #           | %           | #      | %      |
| -------------- | ------------------ | ----------------------------------------------------------- | ------------ | ------------ | ----------- | ----------- | ------ | ------ |
|                | Philippe Baumel*   | PS - PCF - PRG                                              | 64 188       | 36,95        | 105 563     | 53,62       | 13     | 65,00  |
|                | Nicole Eschmann    | EÉ                                                          | 16 541       | 9,52         | 105 563     | 53,62       | 13     | 65,00  |
|                | Jean-Paul Anciaux  | Majorité présidentielle                                     | 48 860       | 28,13        | 65 201      | 33,12       | 5      | 25,00  |
|                | Christian Launay   | FN                                                          | 20 129       | 11,59        | 26 112      | 13,26       | 2      | 10,00  |
|                | Sylvie Faye Pastor | NPA - PG - PCF dissidents - Alternatifs - FASE - M'PEP - OC | 8 230        | 4,74         |             |             |        |        |
|                | Jean Rapenne       | MoDem                                                       | 7 016        | 4,04         |             |             |        |        |
|                | Jean-Pierre Lepri  | AEI                                                         | 3 244        | 1,87         |             |             |        |        |
|                | Pascal Dufraigne   | LO                                                          | 2 822        | 1,62         |             |             |        |        |
|                | Alain Bailly       | MRC - PRG dissidents - PS dissidents                        | 2 692        | 1,55         |             |             |        |        |
|                |                    |                                                             |              |              |             |             |        |        |
| Inscrits       | Inscrits           | Inscrits                                                    | 407 758      | 100,00       |             |             |        |        |
| Abstention     | Abstention         | Abstention                                                  | 224 833      | 55,14        |             |             |        |        |
| Votants        | Votants            | Votants                                                     | 182 925      | 44,86        |             |             |        |        |
| Blancs et nuls | Blancs et nuls     | Blancs et nuls                                              | 9 203        | 2,26         |             |             |        |        |
| Exprimés       | Exprimés           | Exprimés                                                    | 173 722      | 42,60        |             |             |        |        |

* liste du président sortant

#### Yonne
| Tête de liste  | Tête de liste       | Liste                                                       | Premier tour | Premier tour | Second tour | Second tour | Sièges | Sièges |
| Tête de liste  | Tête de liste       | Liste                                                       | #            | %            | #           | %           | #      | %      |
| -------------- | ------------------- | ----------------------------------------------------------- | ------------ | ------------ | ----------- | ----------- | ------ | ------ |
|                | Henri de Raincourt  | Majorité présidentielle                                     | 31 359       | 29,98        | 42 823      | 35,97       | 3      | 27,27  |
|                | Guy Ferez*          | PS - PCF - PRG                                              | 30 925       | 29,57        | 56 059      | 47,09       | 7      | 63,64  |
|                | Chantal Dhoukar     | EÉ                                                          | 10 925       | 10,44        | 56 059      | 47,09       | 7      | 63,64  |
|                | Édouard Ferrand     | FN                                                          | 15 954       | 15,25        | 20 175      | 16,95       | 1      | 9,09   |
|                | Alain Raymont       | NPA - PG - PCF dissidents - Alternatifs - FASE - M'PEP - OC | 5 618        | 5,37         |             |             |        |        |
|                | Pascal Henriat      | MoDem                                                       | 4 364        | 4,17         |             |             |        |        |
|                | Jean-Marc Ribouleau | AEI                                                         | 2 408        | 2,30         |             |             |        |        |
|                | Fabienne Delorme    | LO                                                          | 1 768        | 1,69         |             |             |        |        |
|                | Christophe Ben Ali  | MRC - PRG dissidents - PS dissidents                        | 1 277        | 1,22         |             |             |        |        |
|                |                     |                                                             |              |              |             |             |        |        |
| Inscrits       | Inscrits            | Inscrits                                                    | 244 403      | 100,00       |             |             |        |        |
| Abstention     | Abstention          | Abstention                                                  | 134 784      | 55,15        |             |             |        |        |
| Votants        | Votants             | Votants                                                     | 109 619      | 44,85        |             |             |        |        |
| Blancs et nuls | Blancs et nuls      | Blancs et nuls                                              | 5 021        | 2,05         |             |             |        |        |
| Exprimés       | Exprimés            | Exprimés                                                    | 104 598      | 42,80        |             |             |        |        |

* liste du président sortant

### Élus
| Listes         | Côte-d'Or | Nièvre | Saône-et-Loire | Yonne |
| -------------- | --- | --- | --- | --- |
| Liste PATRIAT  | M. François Patriat Mme Safia Otokoré M. Michel Neugnot Mme Françoise Tenenbaum M. Philippe Hervieu Mme Fadila Khattabi M. Stéphane Woynaroski Mme Sylvie Martin M. Hamid El Hassouni Mme Isabelle Lajoux M. Alain Renault | M. Christian Paul Mme Florence Ombret M. Jean-Paul Pinaud Mme Martine Vandelle M. Wilfrid Séjeau Mme Blandine Delaporte | M. Philippe Baumel Mme Nisrine Zaibi M. Jean-Claude Lagrange Mme Nathalie Vermorel-De Almeida M. Jérôme Durain Mme Nicole Eschmann M. David Marti Mme Édith Gueugneau M. Alain Cordier Mme Florence Rognard M. Jacques Rebillard Mme Sophie Lasausse M. Karim Khatri | M. Guy Ferez Mme Frédérique Colas M. Jean-Yves Caullet Mme Chantal Dhoukar M. Patrick Blin Mme Dominique Laporte M. André Lefebvre |
| Liste SAUVADET | M. François Sauvadet Mme Emmanuelle Coint M. Pierre Bolze Mme Catherine Vandriesse M. Pascal Grappin | M. Jean-Luc Martinat | M. Jean-Paul Anciaux Mme Christine Robin M. Arnaud Danjean Mme Marie-Claude Jarrot M. Gérald Gordat | M. Henri de Raincourt Mme Aurélie Berger M. Guillaume Larrive                                                                      |
| Liste FERRAND  | M. Rémy Boursot Mme Josette Romualdo | M. Marcel Stephan | M. Christian Launay Mme Marie-Christiane Colas | M. Édouard Ferrand |